# Neisser Banout
Neisser Banout (c. 1995, Maracay, Venezuela) es una comediante venezolana. Los inicios de su carrera se remontan a 2019 a través del stand up, momento en el que también fue guionista de programas como A toque y del portal satírico El Chigüire Bipolar. En 2021 participó en un acto para celebrar el segundo aniversario de Espaja en la comunidad de San Blas de Petare, Caracas. Neisser ha realizado giras a nivel nacional y ha iniciado el podcast "Jasy y Neisser".

## Vida personal
Neisser es lesbiana y tiene ascendencia siria.Sus papás son venezolanos, pero sus abuelos son sirios que huyeron de Siria durante la Segunda Guerra Mundial y emigraron a Venezuela. En 2020 se mudó a Caracas para dedicarse al humor.